# Psy wojny (film 1923)
Psy wojny (ang. Dogs of War) – amerykański film z 1923 roku w reżyserii Roberta F. McGowana.